# First Squad
First Squad (Japonés: ファーストスクワッド Fāsuto sukuwaddo, Ruso: Пе́рвый отря́д Perviy otryad) es un proyecto conjunto de animación japonesa entre Studio 4 °C y los autores del ruso-canadiense Molot Entertainment. Ganadora del premio del periódico Kommersant. En España no fue estrenada en los cines, pero si fue distribuida en DVD.

## Argumento
La historia transcurre en la URSS en 1941, durante los primeros días de la Segunda Guerra Mundial en el Frente Oriental. Un grupo de pioneros adolescentes soviéticos con capacidades extrasensoriales, han sido elegidos por la inteligencia militar soviética, para formar una unidad especial conocida cómo 6.ª División, que lucharan contra el ejército invasor alemán. Ellos se oponen a un oficial del SS-Ahnenerbe, que está tratando de resucitar de entre los muertos al Barón von Wolff y su ejército de soldados cruzados del siglo XII, de la Orden de La Santa Cruz, para conseguir su apoyo en la causa nazi. Muy pronto, durante la invasión a la Unión Soviética, todos los adolescentes mueren asesinados, a excepción de Nadia. Nadia es una niña huérfana de 14 años, con la capacidad de predecir los “momentos de la verdad”, lo que la convierte en la persona clave para evitar la victoria nazi. Luego de perder la memoria tras un ataque aéreo alemán y escapar ilesa de un intento de asesinato, es llevada a un laboratorio secreto soviético, que desarrolla tecnologías avanzadas para el estudio de los fenómenos sobrenaturales, especialmente el contacto con los muertos. A Nadia se le provee de una espada Katana como arma necesaria para su misión. La tarea de Nadia, es la de sumergirse en el mundo de los muertos y llevar a cabo una misión de reconocimiento. Allí, en el valle sombrío, se encuentra con sus amigos muertos y trata de persuadirlos a seguir luchando, para evitar la victoria del mal.

## Reparto
| Personajes             | Actor de voz · Rusia |
| ---------------------- | -------------------- |
| Nadia                  | Elena Chebaturkina   |
| Lenya                  | Mijaíl Tijonov       |
| Valya                  | Irina Savina         |
| Zina                   | Ludmila Shuvalov     |
| Marat                  | Damir Eldarov        |
| General Belov          | Alexander Gruzdev    |
| Monk                   | Rudolf Pankov        |
| Médico                 | Artem Kipnis         |
| Madre de Nadia         | Olga Golovanov       |
| Barón von Wolff        | Sergei Aizman        |
| Obergruppenführer Linz | Nikita Prozorovskii  |

## Videoclip musical
En la víspera del 9 de mayo de 2005, salió a la luz un videoclip, basado en la canción "Наша с тобой победа" ("Nuestra victoria"), del cantante de rap ruso Ligalize. El clip, dirigido por Daisuke Nakayama, producido por Michael Spritz y Alexei Klimov, representa una lucha épica entre los pioneros soviéticos y soldados nazis, con la parte alemana en posesión de vehículos de artillería pesada y varios soldados sobrenaturales.

## Película
En 2007 se anunció que la película titulada First Squad - The Moment Of Truth se estaba realizando. La película fue producida por Studio 4 °C y recientemente se había creado para este propósito el estudio Molot Entertainment, distribuida por Amedia. El film fue dirigido por Studio 4 °C, dirigido y animado por Yoshiharu Asino, coescrito y producido por Michael Spritz, Alexei Klimov, con Eiko Tanaka, con el desarrollo del carácter por Hirofumi Nakata, y la música por el músico japonés DJ Krush.
La película fue expuesta el 13 de mayo de 2009 en el Festival de Cannes, el Festival de Cine de Locarno y el de Fantasporto. Los días 19, 20 y 27 de junio de 2009, la película se proyectó en el Festival Internacional de Cine de Moscú.

### Continuación de la saga
Según declaraciones de los productores, se estarán filmando otros tres episodios completos del proyecto. Tetralogía segunda película, cuyo guion ya está escrito, a diferencia de la primera que pertenece al género fantástico, esta otra entrega será de terror. Los patrocinadores no esperan llenar las taquillas, pero cuentan con que la publicación de las caricaturas y la venta de productos,

## Otros datos

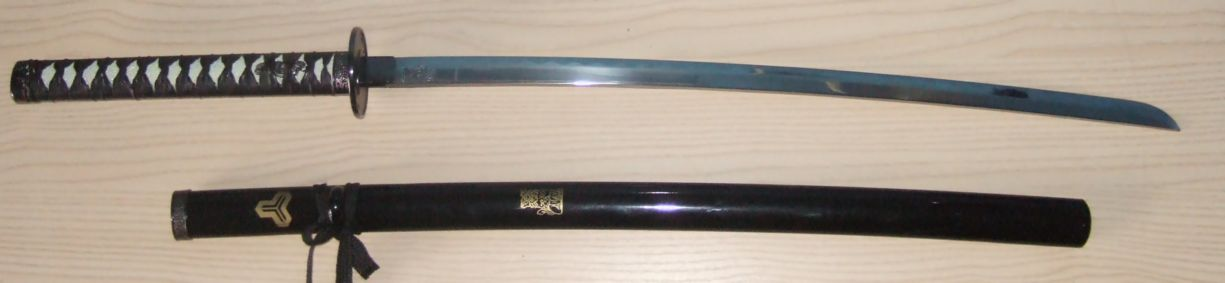
La Katana, tipo de espada usada por Nadia en la película.

- En la película no son mencionados los apellidos de los cuatro pioneros que murieron, sin embargo en algunas entrevistas, los productores de la película indican directamente que los personajes habían sido basados en unos pioneros-héroes, colegiales reales, honrados durante la Gran Guerra Patria, declarados héroes de la Unión Soviética a título póstumo,[8] sin embargo, a excepción de los nombres, los héroes de la película no tienen ningunas líneas generales exteriores o biográficas; los pioneros-héroes reales no llegaron a conocerse uno con otro y murieron en años diferentes durante la guerra.
- En el videoclip como en la película aparecen lugares muy conocidos en Rusia; como la fuente de la Amistad de las Naciones o el palacio de las naciones soviéticas, lugares que eran parte de la Exposición de Logros de la Economía Nacional Soviética (VSKhV) , hoy en día Centro Panruso de Exposiciones, el Kremlin, el mausoleo de Lenin en la Plaza Roja y el Metro de Moscú.